# 広島県立福山商業高等学校
広島県立福山商業高等学校（ひろしまけんりつ ふくやましょうぎょう こうとうがっこう）は、広島県福山市水呑町にある県立商業高等学校。

## 概要
歴史
1964年（昭和39年）開校。2014年（平成26年）に創立50周年を迎えた。
設置課程・学科
全日制課程 2学科
- 情報ビジネス科
- 流通経済科

校訓
「誠実・自主・創造」

## 沿革
- 1964年（昭和39年）
  - 3月31日 - 「広島県福山商業高等学校」が設置される。学級数6。
  - 4月7日 - 福山市公会堂において第1回入学式を挙行。
  - 4月8日 - 仮校舎で授業を開始。
- 1965年（昭和40年）4月 - 新校舎（第一期工事）が完成し移転を完了。
- 1966年（昭和41年）
  - 3月 - 新校舎（第二期工事）が完成。
  - 8月 - 武道館が完成。
  - 12月 - 校旗を制定。
- 1967年（昭和42年）5月 - 体育館兼講堂が完成。
- 1968年（昭和43年）10月1日 - 「広島県立福山商業高等学校」（現校名）に改称（県の後に「立」が付される）。
- 1964年（昭和49年）6月 - 特別教室棟（2号館）が完成。
- 1965年（昭和50年）3月 - 格技場が完成。
- 1981年（昭和56年）6月 - 北校舎（3号館）が完成。
- 1989年（平成元年）3月 - 情報処理棟が完成。
- 1990年（平成2年）3月 - クラブ部室が完成。
- 1993年（平成5年）4月1日 - 商業科の募集を停止し、「情報ビジネス科」と「流通経済科」の2学科を設置。
- 2005年（平成17年）3月 - エレベータを設置。
- 2008年（平成20年）2月 - 体育館・格技場を改修。
- 2016年（平成28年）- 新校舎が完成し移転を完了。

## 交通
最寄りの鉄道駅
- JR西日本 山陽本線　「福山駅」南口5番のりばより51号線・52号線鞆の浦・鞆港行き・51-1号線竹ヶ端行きのトモテツバス乗車。30分ほどで到着（商業高校入口バス停から徒歩5分、三新田経由の場合は三新田中央バス停から徒歩10分）。